# Расставить все точки над і
«Расставить все точки над і» (от фр. mettre les points sur les i), также «поставить точки над і», «поставить точки над „и“» и т. д. — фразеологизм, который означает окончательное решение вопроса. Синонимы — «внести ясность», «подвести итог».
Происходит от французской фразы, которую полностью произносят mettre les points sur les i et les barres sur les t — «расставить точки над i и чёрточки над t». Возникла в Средневековье при рукописном переписывании, когда слова пишут без отрыва пера от пергамента во избежание клякс. Точки над буквами i и черты над буквами t проставляли после высыхания чернил текста.
Идиома из французского языка проникла в русский, поскольку в русской дореформенной орфографии также применяли букву «i». Однако вторая часть идиомы в России не прижилась из-за отсутствия буквы «t» в дореволюционной русской азбуке.